# Protestantisme dans la Haute-Saône

La Croix huguenote, l'un des symboles du protestantisme

Le département de la Haute-Saône est une région traditionnellement très catholique à l'exception de son extrémité sud-est, proche de Belfort, où se trouve une partie de l'ancien territoire du Comté de Montbéliard, secteur traditionnellement protestant où il reste un patrimoine protestant important et où les paroisses étaient traditionnellement rattachées à l’Église évangélique luthérienne de France, inspection ecclésiastique de Montbéliard, aujourd'hui partie de l’Église protestante unie de France. 
Un protestantisme de dissémination, réintroduit après la Révolution française a donné lieu dans les grandes agglomérations telles que Vesoul à la création au XIXe siècle de paroisses réformées, également intégrées aujourd’hui à  l'Église protestante unie de France. Enfin, au XXe siècle, une variété d'églises évangéliques s'est implantée dans le département de la Haute-Saône comme dans le reste de la France.

## Histoire
Lors de la Réforme protestante au XVIe siècle, les idées protestantes se répandent dans tout l'est de la France, y compris les régions de Montbéliard et d'Héricourt où prêche Guillaume Farel en 1524-1525. En mars 1525, Ulrich VI de Wurtemberg expulse Guillaume Farel de Montbéliard, ce qui catalyse le mécontentement des paysans favorables à la Réforme dont certains entrent en révolte. Des bandes de paysans des environs de Belfort et de Montbéliard parcourent la région avec pour signe de ralliement  "un vieux soulier au bout d'une perche". Ils ravagent Héricourt, Plancher et Champagney avant d'être anéantis lors d'un combat aux environs de Villersexel en août 1525. Les bâtiments religieux de ces villes sont mis à mal par cet épisode franc-comtois de la Guerre des paysans.

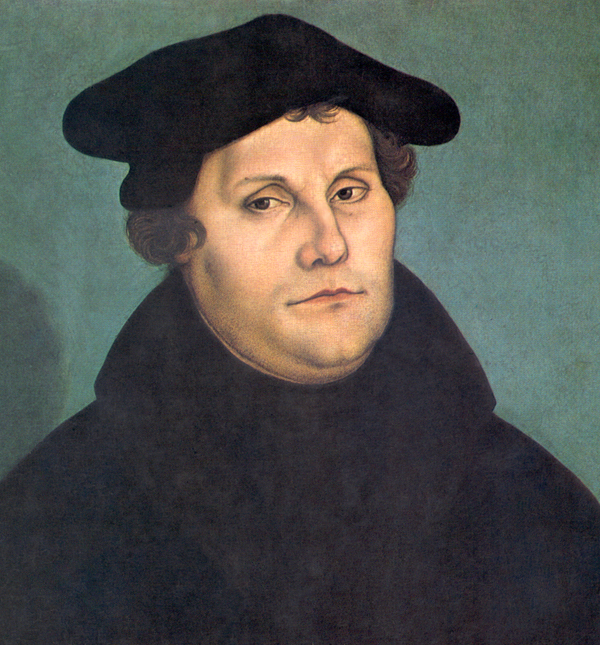
Martin Luther
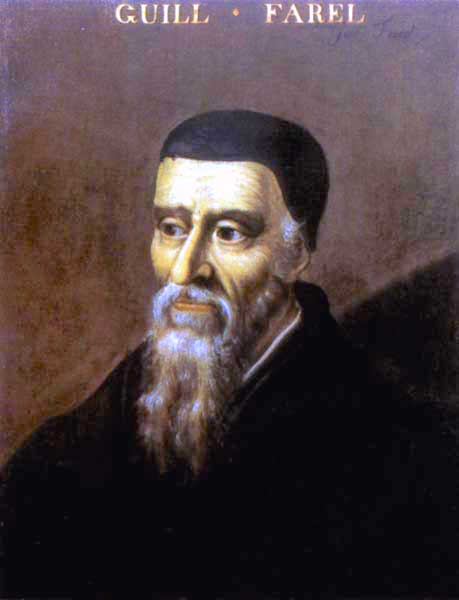
Guillaume Farel

Par la suite, le Parlement de Dole pourchasse avec énergie les partisans de la Réforme, prêtres et maîtres d’école, ce qui fait de la majeure partie de la Franche-Comté un bastion de la Contre-Réforme depuis le XVIIe siècle jusqu’en 1787 (date de l’Édit de tolérance).
L'influence du Parlement de Dole ne s'étend toutefois pas sur toute la France-Comté puisque le Comté de Montbéliard est passé en bloc à la Réforme en 1562 et reste sous le contrôle des ducs de Wurtemberg jusqu'en 1793. Ce comté de Montbéliard comporte cinq seigneuries, Blamont, Clermont, Châtelot, Héricourt et Étobon, dont les deux dernières sont en Haute-Saône actuelle. Malgré quelques occupations françaises pendant cette période (par exemple de 1676 à 1684 dans le cadre de la conquête de la Franche-Comté par Louis XIV), ces territoires restent majoritairement protestants jusqu'à leur rattachement à la France sous la Révolution.

## Les principaux temples de Haute-Saône
Trois catégories de temples se trouvent en Haute-Saône : les temples luthériens anciens, concentrés dans la partie sud-est du département qui dépendait autrefois de la principauté de Montbéliard, les temples modernes, luthériens ou réformés, construits à partir du XIXe siècle dans l'ensemble du département sous les régimes de liberté plus ou moins relative des cultes qui se sont succédé à partir de la Révolution française, à quoi il faut ajouter une troisième catégorie : celle des temples contemporains essentiellement issus des églises évangéliques.

### Quelques temples anciens (d'avant laRéforme)

#### Temple Saint-Christophe d'Héricourt
Il  s'agit de l'ancienne église paroissiale catholique d'Héricourt, passée en bloc à la Réforme lors du rattachement de la seigneurie d'Héricourt au comté de Montbéliard en 1562. Sa construction s'est étendue du XIIe siècle au XVIe siècle. Elle a été sous le régime du simultaneum de 1700 à 1887, date à laquelle la communauté catholique était redevenue suffisamment nombreuse pour construire une église. Celle-ci, construite à proximité immédiate de la première, porte également le nom de Saint-Christophe ! 

#### Temple de Vyans-le-Val
Le temple de Vyans-le-Val est situé dans la banlieue sud de Héricourt. Cette ancienne église catholique dédiée à Saint-Vallier est devenue un temple protestant en 1565. Elle est bâtie avec des pierres taillées en grès des Vosges ; la charpente est en chêne. Le clocher est de style comtois ; sa toiture a été fabriquée en tuiles vernissées avec des motifs en losanges ; la cloche a été réalisée par la fonderie Jannel et Cie de Martinvelle (Vosges), en 1980. Il s'agit d'un clocher-porche, l'entrée dans le temple se fait donc par un portail unique intégré à la base du clocher. Les autres ouvertures sont six fenêtres latérales incolores set deux fenêtres dépolies dans le chœur. L'édifice a été rénové en février 1988.

### Quelques temples bâtis sous le régime wurtembergeois
Ces temples démontrent une certaine communauté de conception avec le temple Saint-Martin de Montbéliard. qui leur aura certainement servi de modèle même les temples haut-saônois sont pour la plupart de bien plus modestes proportions.

#### Temple d'Échenans-sous-Mont-Vaudois

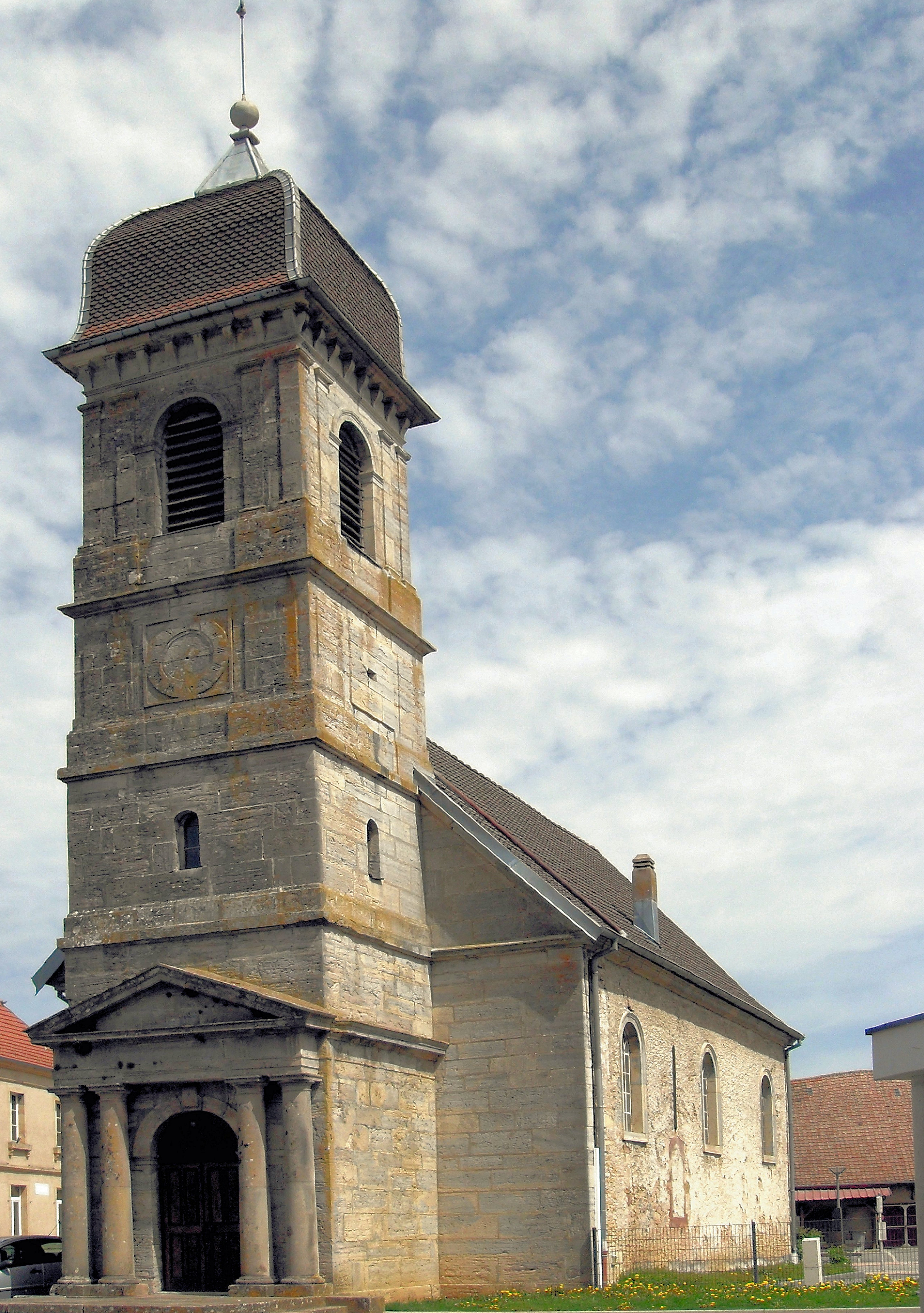
Le temple d'Échenans-sous-Mont-Vaudois

#### Temple de Clairegoutte
Le temple luthérien de Clairegoutte, situé dans la commune de Clairegoutte, au nord-est de Vesoul, fut construit en 1541 grâce à Ulrich VI de Wurtemberg. Au même emplacement se trouvait précédemment une église du XIIe siècle dédiée à Notre-Dame, qui fut détruite. En 1866 fut installée une horloge fabriquée par l'horlogerie des frères Ungerer installèrent une horloge, un ornement rare dans la région. Le Temple luthérien de Clairegoutte est inscrit au titre des monuments historiques depuis le 11 mars 1991.

#### Temple de Champey
Le temple luthérien de Champey est localisé sur une petite colline à Champey. Il est construit en 1763 à la place de la chapelle du château. L'intérieur du temple, entièrement rénové en 1988 grâce à la générosité de Marguerite Jacquot qui décéda aux États-Unis, présente des boiseries sur les murs, des dalles sur le sol et du parquet sous les bancs. Le chœur est constitué de dalles en grès rouge. Dans le temple, des galeries en parapet sont tenues par de grosses et hautes colonnes. Un imposant escalier permet d'accéder la galerie et l'autel de 1755. La chaire se trouve au sol, non tenue par une estrade. L'autel possède une architecture simple et commune. Il est en forme de table de communion avec des pieds tournés. Une croix très haute et relativement imposante se situe au fond du chœur. À l'extérieur du temple, un clocher accompagné d'un lanternon. Ces éléments ont été placés en 1852 pour remplacer un clocher en bois. Il y a également deux cloches, dont l'une de 1853, où sont gravées des inscriptions. Autour de l'édifice, un grand portail se trouve vis-à-vis des habitations de la commune ainsi que des portes latérales. D'autres éléments architecturale sont à prendre en compte tels une horloge originale ainsi que six fenêtres en verre blanc accompagnées de multiples couleurs.

#### Temple de Couthenans
Le Temple de Couthenans est désaffecté. Il a été bâti en forme rectangulaire à l'instar du Temple Saint-Martin de Montbéliard. L'architecture de cet édifice est remarquée par deux périodes différentes. La nef datant du XVIIe siècle accompagnée de fenêtres de style roman et le clocher à toit redondant qui date de 1846. Devant l'église se trouve une pierre tombale avec l'inscription suivante : Ici repose le corps d'honnête Marie-Sophie Sahler, épouse du S-Frédéric Fallot, ministre de la paroisse de Couthenans, bourgeois de Montbéliard, née le XXI... MDCCXII (1712), décédée le... MDCCLXXI (1771) en laissant neuf enfants.

#### Temple de Brevilliers

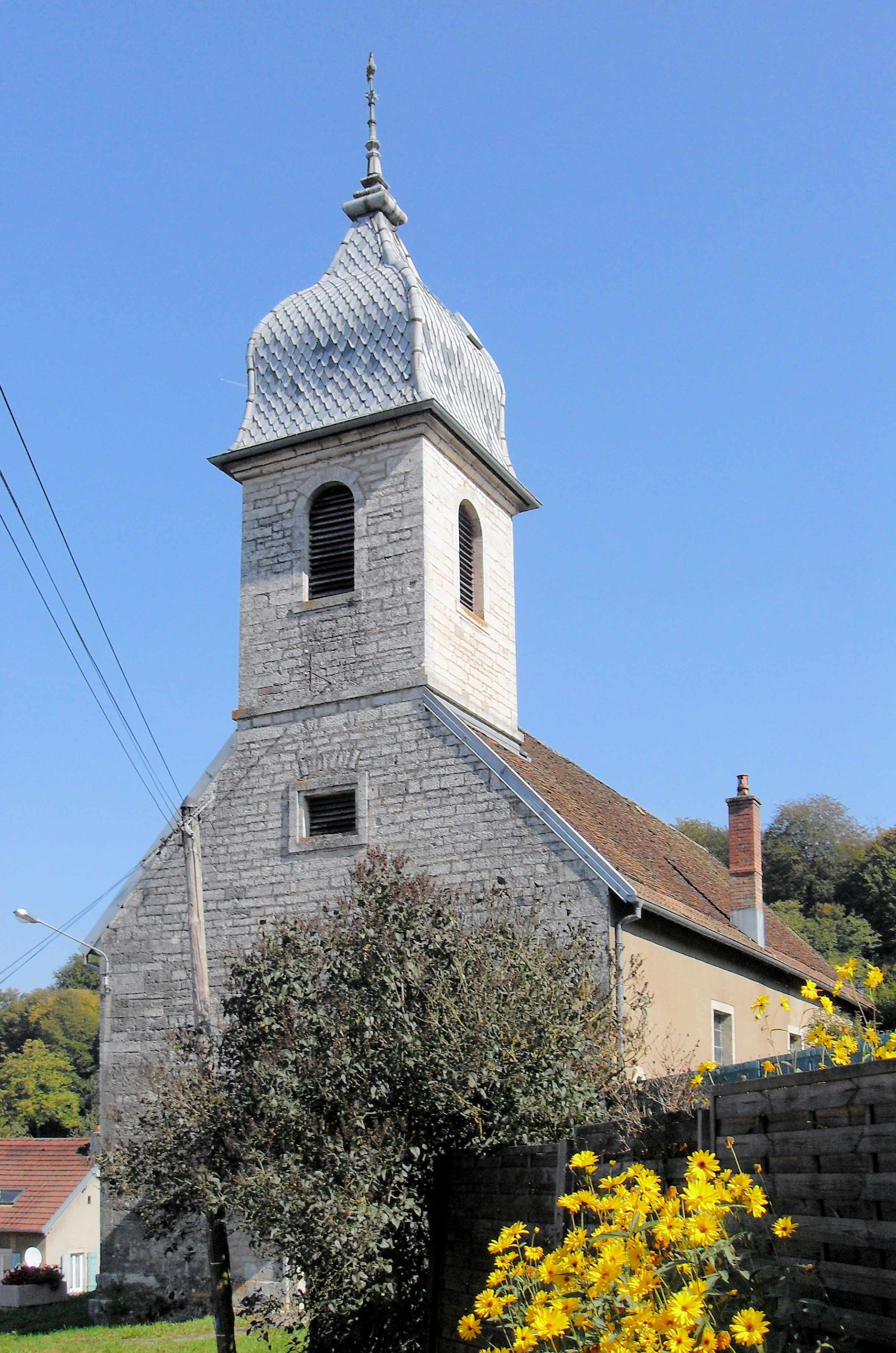
Le Temple protestant de Brevilliers

Le temple du village  Brevilliers, à proximité de Héricourt, a été bâti en 1788, après que le premier temple, qui s'élevait autrefois au même emplacement, eut été détruit en 1700 (conquête de la région par Louis XIV). Son architecture est simple et traditionnelle dans la région : une nef rectangulaire et un clocher-porche en façade, trois ouvertures latérales sur chaque côté de la nef. Le mur du temple est sectionné au milieu par un oculus. La porte d'entrée du temple est installée sur la façade nord. Sur le devant de l'édifice, quelques escaliers et une place en contrebas. La cloche du temple de Brevilliers pèse plus de 700 kilogrammes. Elle fut réalisée en 1873. Sa construction nécessita l'élévation d'un nouveau beffroi, l'ancien étant trop petit pour abriter une cloche aussi imposante.

### Quelques temples modernes

#### Le temple de Vesoul

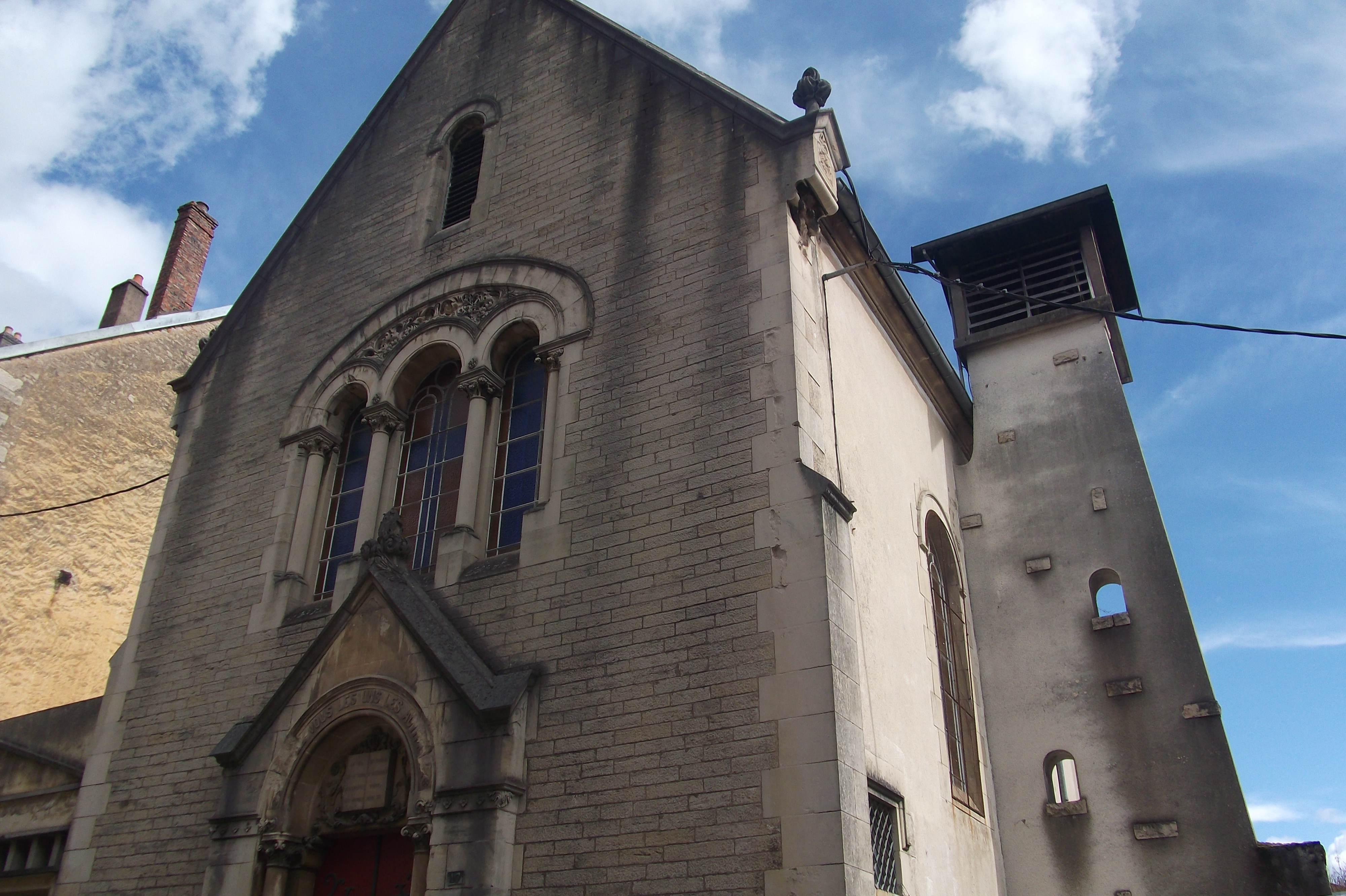
Le Temple protestant de Vesoul.

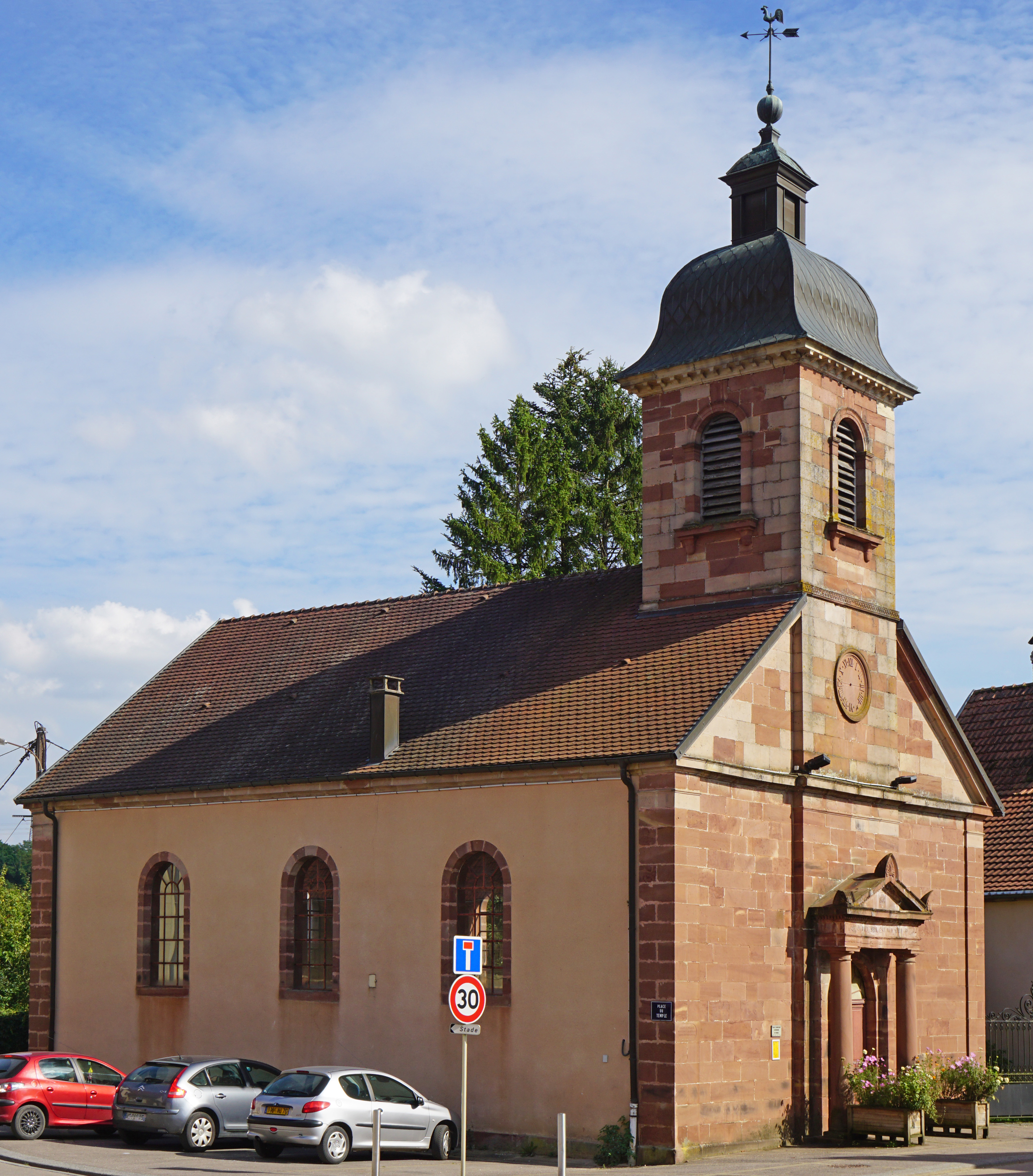
Le Temple luthérien de Bussurel.

Le Temple protestant de Vesoul s'élève au 17 rue Saint-Georges dans le centre historique de Vesoul. À l'arrivée du pasteur Racine à Vesoul, celui-ci décida de faire élever un temple à Vesoul qui représenterait les paroisses de Haute-Saône. Entre 1863 et 1866, Racine entreprit de très nombreuses démarches pour qu'un temple fut édifié à Vesoul. Le 16 juin 1866, le Temple protestant de Vesoul est inauguré. Au XXe siècle, le temple de Vesoul bénéficia de multiples restaurations. En 1962, des nouveaux bancs sont placés dans le temple. En 1965, un clocher couvrant toute la hauteur de la façade latérale est mis en place. Ce clocher fut installé pour abriter les "cloches de paix". Ce sont des cloches qui ont été offertes par la paroisse de Gerlingen, ville jumelée à Vesoul. Elle se situe au District de Stuttgart, dans le Bade-Wurtemberg, en Allemagne. Le jumelage entre les deux villes a été signé en 1964. La donation de cloches date de l'année suivante. L'année 1965 marque un changement pour le temple protestant. Cette année-là, la construction de la salle paroissiale proche du temple débute. En 1966, la salle est inaugurée. En 1974, la paroisse de Gerlingen offre un orgue pour le temple de Vesoul. En 1984, l'orgue est à nouveau remplacé par un le facteur d'orgue Bois.
L'édifice est doté d'une architecture assez commune. Le fronton de la porte d'entrée est formé par une voûte. Une inscription est gravée sur cette voute : "aimez-vous les uns les autres". Une Bible ouverte orne le fronton du bâtiment. Un verset y est d'ailleurs gravé : "le ciel et la terre passeront, mes paroles ne passeront point" (Mathieu XXIV, 35).

#### Temple de Bussurel
Le Temple luthérien de Bussurel a été bâti durant l'année 1834. C'est l'architecte Mougenot qui s'est chargé de réaliser la structure du bâtiment. Comme beaucoup d'autres édifices religieux de Franche-Comté, le temple possède un clocher à dôme à l'impériale. Ce clocher est surmonté d'une petite tour. Le fronton est tenu par deux colonnes. Une inscription est gravée à l'entrée de l'édifice : « Dieu seul est mon appui » (version en français moderne de la devise traditionnelle « En Dieu mon appuy », que l'on trouve sur de nombreux édifices - religieux ou non - de la région de Héricourt - Montbéliard.

#### Temple de Magny-Danigon
Le temple de Magny-Danigon, près de Ronchamp, a été construit au XIXe siècle en remplacement de l'ancienne église du XIIe siècle, il renferme des objets de culte en étain du XVIIIe siècle.

## Protestantisme à Vesoul

### Les pasteurs de Vesoul
Il y a près d'une vingtaine de pasteurs qui se sont succédé depuis la fondation de la communauté protestante de Vesoul,.
- 1853 - 1856 : Gustave Parrot[17]
- 1856 - 1856 : Charles Nessler
- 1856 - 1859 : Louis Zwilling[18]
- 1859 - 1860 : Jean-Michel Hœmmerlin
- 1860 - 1867 : Eugène Racine[19]
- 1867 - 1879 : Charles Bartholomé[20]
- 1879 - 1884 : Adolphe Weber
- 1885 - 1888 : Paul Fonbrune-Berbinau
- 1888 - 1913 : Eugène Bernard
- 1913 - 1954 : Charles Mathiot[21]
- 1954 - 1963 : Michel Dautry
- 1963 - 1975 : Bernard Meyer
- 1975 - 1976 : Pierre Fourdrinoy
- 1977 - 1979 : Michel Marlier
- 1985 - 1993 : Raymond Rouzot
- 1995 - 2000 : Patrick Torang
- 2001 - 2004 : Armand Schluchter
- 2004 - 2018 : Anne-Claire Bretegnier
- 2018 - 2020 : Eliane Stengel-Blaind
- 2020 - 2022 : Georges Massengo
- Depuis 2022 : ?

## Protestantisme à Héricourt

### Les pasteurs de Héricourt
Depuis 1563, 26 pasteurs se sont succédé à Héricourt.
- 1563-1588 : Jean Larcher
- 1588-1592 : Antoine Serray
- 1593-1600 : Nicolas Schoen
- 1601-1623 : Ogier Cucuel
- 1623-1635 : Adam Louys
- 1635-1637 : Jacques Cuvier
- 1637-1671 : Charles Duvernoy
- 1671-1674 : Jean Barthol
- 1674-1687 : Jean-Christophe Stoffel
- 1687-1736 : Pierre Cucuel
- 1737-1753 : J. Georges Surleau
- 1753-1786 : G. Eberard Mequillet
- 1786-1831 : G. Frédéric Mequillet
- 1831-1879 : Ch. Frédéric Lods
- 1879-1901 : G.Louis Girardez
- 1901-1911 : Robert Fayot
- 1911-1945 : Charles Parrot
- 1945-1948 : Georges Moeschler
- 1947-1951 : Henri Michaud
- 1951-1960 : Jean-Daniel Brylinski
- 1952-1956 : Pierre Nardin
- 1956-1968 : Marc Hérubel
- 1962-1964 : Gilbert Humbert
- 1964-1972 : Raymond Rouzot
- 1968-1976 : Gilles Gravet
- 1972-1974 : Bernard Grosclaude